# Plectrocnemia chinensis
Plectrocnemia chinensis är en nattsländeart som beskrevs av Georg Ulmer 1926. Plectrocnemia chinensis ingår i släktet Plectrocnemia och familjen fångstnätnattsländor. Inga underarter finns listade i Catalogue of Life.